# Рейне (местный совет)
Рейне (араб. الرينة‎ ивр. ריינה‎) — местный совет и арабская деревня в северном округе Израиля, расположенная на назаретских горах, недалеко от самого Назарета. Имеет статус местного совета с 1968 года.
Райне является очень древней деревней. Её история начинается ещё со времён Второго Храма — на её месте стоял еврейский город Абель, из которого доставляли воду в Циппори во время Иудейских войн (66-73 нашей эры). До 1927 года деревня находилась к северу от назаретской трассы, но после мощного землетрясения, произошедшего в том году деревня полностью была уничтожена, и её жители переселились на южную сторону трассы.

## Население
По данным Центрального статистического бюро Израиля, население на начало 2020 года составляло 19 001 человек.
Большинство населения являются мусульманами. Общий прирост населения составляет 3,9 %. На каждых 1000 мужчин приходится 963 женщины.
| Категория     | Численность в % |
| ------------- | --------------- |
| 0—4 лет       | 9,9             |
| 5—9 лет       | 11,2            |
| 10—14 лет     | 12,9            |
| 15—19 лет     | 11,7            |
| 20—29 лет     | 15,1            |
| 30—44 лет     | 22,6            |
| 45—59 лет     | 11,3            |
| 60—64 лет     | 1,8             |
| старше 65 лет | 3,8             |

В деревне 6 школ, в которых учатся всего 3615 учеников, из них 2534 в младших классах и 1081 в старших классах. В среднем, в одном классе учатся 34 ученика.